# Юнаківський район
Юнаківський райо́н — колишній район Сумської округи.

## Історія
Утворений 7 березня 1923 року з центром у с. Юнаківка у складі Сумської округи Харківської губернії з Юнаківської і Біловодської волостей.
Ліквідований 15 вересня 1930 року, територія приєднана до Миропільського району.